# Gódány Sándor
Godány Sándor (Sárosfa, 1953. március 15.) nemzetközileg elismert felvidéki magyar képzőművész. Ógellén (Gelle) él és alkot.

## Élete
A csallóközi Sárosfán született 1953. március 15-én. Skriba Pál és Bartal Gyula akadémiai képzőművészektől tanult magánúton grafikát és festészetet.
1989-től a Szlovák Képzőművészeti Szövetség (Slovenská Výtvarná Únia) valamint a Nyugat-Szlovákiai Képzőművészek Szövetségének tagja. 1999-től a Szlovákiai Magyar Képzőművészek Társaságának tagja. 2006-tól a Centro Cultural Borges – ARSOmnibus listáján szerepel, amelyen többek között olyan híres művészek találhatók, mint Salvador Dalí és Pablo Picasso. 2007-től 2010-ig Nemzetközi szimpóziumot rendezett Gellén. 2015-től a Magyar Alkotóművészek Szlovákiai Egyesületének tagja.

## Kiállításai
- Argentína (több alkalommal)
- Ausztria
- Csehország
- Lengyelország (több alkalommal)
- Magyarország (több alkalommal)
- Olaszország (több alkalommal)
- Románia
- Szerbia (több alkalommal)
- Szlovákia (több alkalommal)
- Szlovénia

Önálló kiállításai:
- 1985 - Somorja - Honismereti ház
- 1987 - Pozsony - Zabos (Ovsište)
- 1988 - Pozsony - Hydrocondult
- 1990 - Pőstyén
- 2006 - Argentína - Buenos Aires - Centro Borger, Galériák Éjszakája
- 2007 - Pozsony - Pálffy palota
- 2008 - Dunaszerdahely - ArtMa Galéria
- 2009 - Pozsony - Leonardo Galéria
- 2011 - Szenc - Szenczi Molnár Albert Napok
- 2013 - Gelle - Jubileumi kiállítás
- 2015 - Spanyolország - Andorra - MAMMA MARIA Galéria
- 2016 - Barcelona
- 2016-2017 - Madrid
- 2017 - Sevilla
- 2018 - Málaga

## Elismerései
- 2007 - A Művészeti Teljesítmény Elismeréséért díj (Olaszország)
- 2008 - A Kimagasló Művészeti Alkotás Díja
- 2010 - A Kritikusok Nemzetközi Díja
- 2018 - Nagyszombat megye elismert személyisége